# ورزشگاه موریس دوفراسن
ورزشگاه موریس دوفراسن (به فرانسوی: Stade de Sclessin)، (به هلندی: Stade Maurice Dufrasne) یک ورزشگاه فوتبال در لیژ، بلژیک که به سال ۱۹۰۹ با گنجایش استاندارد ۳۰٬۰۲۳ بنا شده‌است. در حال حاضر بازی‌های خانگی باشگاه فوتبال استاندارد لیژ در این ورزشگاه برگزار می‌شود.